# Johannes de Boer
Pour les articles homonymes, voir de Boer.
Johannes de Boer (5 septembre 1897 à Altona – 14 mars 1986 à Hambourg) est un Generalleutnant allemand qui a servi au sein de la Heer dans la Wehrmacht pendant la Seconde Guerre mondiale.
Il a été récipiendaire de la croix de chevalier de la croix de fer. La croix de chevalier de la croix de fer et son grade supérieur, les feuilles de chêne, sont attribués pour récompenser un acte d'une extrême bravoure sur le champ de bataille ou un commandement militaire avec succès.

## Biographie
Johann de Boer s'engage le 5 septembre 1914 comme volontaire de guerre dans l'armée prussienne. Il rejoint le 45e régiment d'artillerie de campagne. 

## Décorations
- Croix de fer (1914)
  - 2e Classe
- Croix d'honneur
- Croix de fer (1939)
  - 2e Classe
  - 1re Classe
- Insigne de Crimée
- Médaille du Front de l'Est
- Croix allemande en or (22 janvier 1942)
- Croix de chevalier de la croix de fer
  - Croix de chevalier le 19 juin 1940 en tant que Oberstleutnant et commandant du Artillerie-Regiment 22[1]